# Då oskulden och friden
Då oskulden och friden är en roman skriven av Gösta Gustaf-Janson och utgiven 1968.
Romanen är inledningen på författaren så kallade "Lenngren-serie".
Serien utspelar sig i Rydsholm mellan åren 1922-1945. 
Tre familjer dominerar persongalleriet: Ehrendorf, Hjodin och Bölow.
Centralgestalt i böckerna är en 'uppkomling' i Rydsholm; den dominante, bullrige och framfusige entreprenören Martin Bölow.

## Pojkarne
Titlarna i bokserien är tagna från Anna Maria Lenngrens dikt Pojkarne:
Jag mins den ljufva tiden,

Jag mins den som i går,

Då oskulden och friden

Tätt följde mina spår,

Då lasten var en hexa

Och sorgen snart försvann,

Då allt - utom min lexa -

Jag lätt och lustigt fann.

Uppå min mun var löjet

Och helsan i min blod,

I själen bodde nöjet,

Hvar menniska var god.

Hvar pojke, glad och yster,

Var strax min hulda bror;

Hvar flicka var min syster,

Hvar gumma var min mor.

Jag mins de fria fälten,

Jag mätt så mången gång,

Der ofta jag var hjelten

I lekar och i språng,

De tusen glada spratten

I sommarns friska vind

Med fjär'larne i hatten

Och purpurn på min kind.

Af falskheten och sveken

Jag visste inte än:

I hvar kamrat af leken

Jag såg, en trogen vän.

De långa lömska kifven,

Dem kände icke vi:

När örfilen var gifven,

Var vreden ock förbi.

Ej skillnad till personer

Jag såg i nöjets dar:

Bondpojkar och baroner,

Allt för mig lika var.

I glädjen och i yran

Den af oss raska barn,

Som gaf den längsta lyran,

Var den förnämsta karln.

Ej sanning af oss döljdes

Uti förtjenst och fel -

Oväldigheten följdes

Vid minsta kägelspel:

Den trasigaste ungen

Vann priset vid vår dom,

När han slog riktigt kungen

Och grefven kasta' bom.

Hur hördes ej vår klagan,

Vårt späda hjerta sved,

Vid bannorna och agan,

Som någon lekbror led!

Hur glad, att få tillbaka

Den glädje, riset slöt,

Min enda pepparkaka

Jag med den sorgsne bröt...

Men, mina ungdoms-vänner,

Hur tiden ändrat sig!

Jag er ej mera känner,

I kännen icke mig.

De blifvit män i staten,

De forna pojkarne,

Och kifvas nu om maten

Och slåss om titlarne.

Med fyrti år på nacken

De streta med besvär

Tungt i den branta backen,

Der lyckans tempel är.

Hvad ger då denna tärnan,

Så sökt i alla land?

Kallt hjerta under stjernan,

Gul hy och granna band.

## Handling
Berättelsen utspelar sig 1922 med några ungdomar i centrum. Det strejkas vid Rydsholmsbanan och en incident inträffar 
i samhällets Betesda-kapell.  

## Källa
- Gustaf-Janson, Gösta (1968). Då oskulden och friden. Stockholm: Albert Bonniers Förlag. Libris 23120